# NGC 3136
NGC 3136 is een elliptisch sterrenstelsel in het sterrenbeeld Kiel. Het hemelobject werd op 31 januari 1835 ontdekt door de Britse astronoom John Herschel. Het bevindt zich in de buurt van NGC 3136A en NGC 3136B.

## Synoniemen
- ESO 92-8
- PGC 29311